# Anna Buczkowska

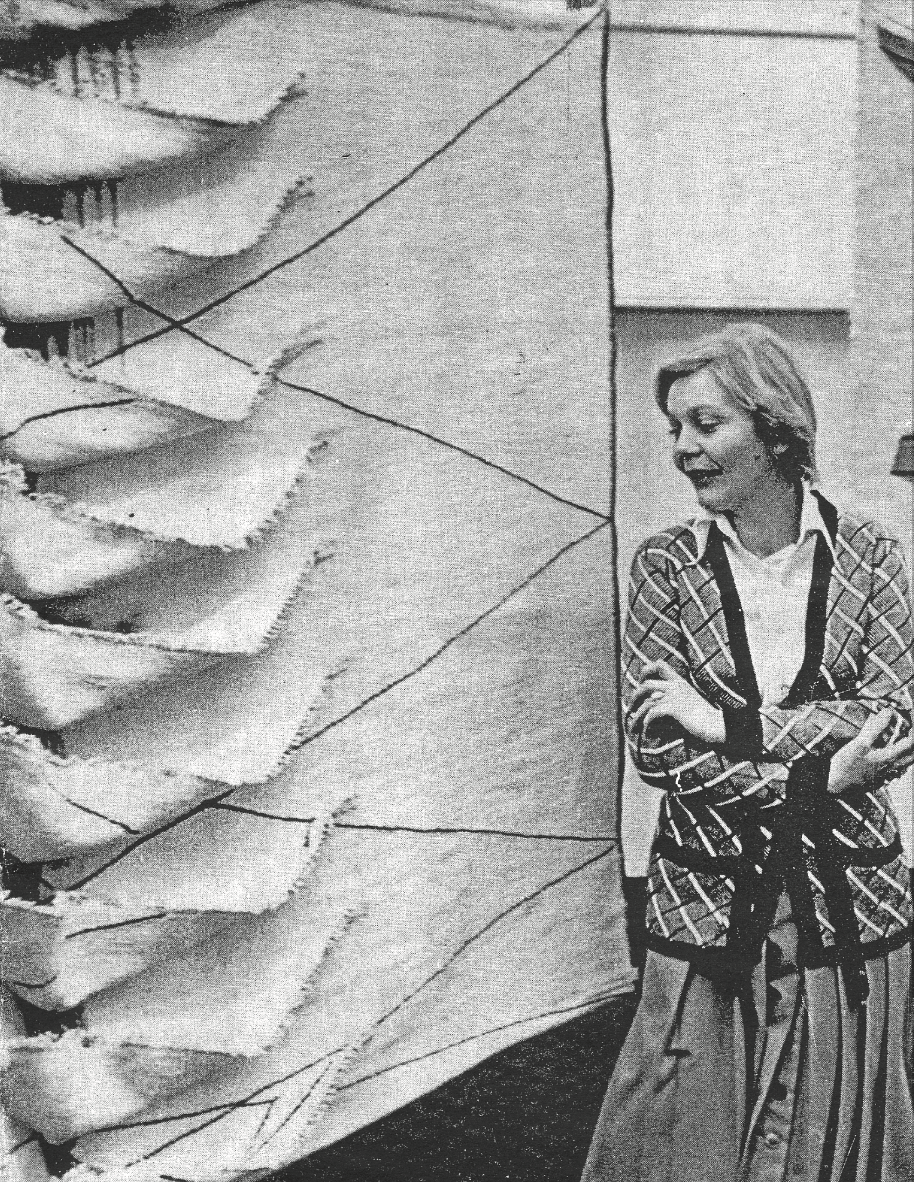
Anna Buczkowska, lata 70.

Anna Buczkowska (ur. 1943) w Warszawie – polska artystka, autorka gobelinów, malarka.

## Życiorys
Twórczo zajmuje się tkaniną artystyczną, kolażem, malarstwem, rysunkiem. W latach 1965–1971 studiowała malarstwo i tkaninę artystyczną na Wydziale Malarstwa Akademii Sztuk Pięknych w Warszawie. Studiowała malarstwo pod kierunkiem prof. Andrzeja Jurkiewicza i prof. Stefana Gierowskiego; tkaninę artystyczną w pracowniach prof. Anny Śledziewskiej i prof. Mieczysława Szymańskiego; grafikę artystyczną pod kierunkiem prof. Hanny Chrostowskiej; kompozycję brył i płaszczyzn w pracowni prof. Romana Owidzkiego. Dyplom z wyróżnieniem uzyskała w 1971 roku w pracowni prof. Stefana Gierowskiego i prof. Mieczysława Szymańskiego.
Od 1972 roku jest członkiem ZPAP.
W 1972 roku współpracowała ze Stołecznym Centrum Rehabilitacji jako kierownik pracowni plastycznych. W latach 1972–1975 była kierownikiem artystycznym pracowni gobelinów I dywanów spółdzielni artystów “Ład”. W latach 1989–1991 prowadziła jako kierownik artystyczny pracownię gobelinów spółki polsko-francuskiej “Gala”. Od 1993 roku do 1997 roku prowadziła zajęcia plastyczne dla dzieci i młodzieży w Ośrodku Kultury w Konstancinie.
Brała udział w ponad 70 wystawach zbiorowych w Polsce i za granicą.
W 2013 otrzymała Tytuł Zasłużonej dla Miasta Konstancina-Jeziorny oraz Odznakę Honorową “Zasłużony dla kultury polskiej” Ministerstwa Kultury i Dziedzictwa Narodowego.

## Wybrane wystawy indywidualne[2]
- 1974, 1978,1982,1985 – Galeria ST. Paul, Sztokholm
- 1975 – Galeria biblioteki Miejskiej, Kauvola, Finlandia
- 1979 – Galeria Larsson, Gaule, Szwecja
- 1986 – Galeria Ład, Warszawa
- 1989 – Galeria Rzeźby, Warszawa
- 1990 – Instytut Kultury Polskiej w Berlinie
- 1991 – Galeria „Na Jatkach” Wrocław
- 1994 – Galeria Vega, Warszawa
- 1995 – Galeria Ars Polona, Warszawa
- 1995 – Ratusz w Leidschendam, Holandia
- 1996 – Galeria „C.M. Bellman” Sztokholm
- 1996 – Hotel de Vill, Bruksela
- 1996 – Muzeum Max Berg, Heidelberg, Niemcy
- 1997 – Centralne Muzeum Włókiennictwa w Łodzi

## Wybrane wystawy zbiorowe[2]
- 1972 – Wystawa na Dworcu Głównym w Warszawie (7 artystów)
- 1988 – VI Międzynarodowe Triennale Tkaniny, Centralne Muzeum Włókiennictwa w Łodzi
- 1989 – Wystawa „Labirynt" – Kościół Wniebowstąpienia Pańskiego w Warszawie
- 1989 – II Międzynarodowa Wystawa Tkaniny Współczesnej w Kioto, Japonia
- 1991 – „Polska Tkanina Współczesna”, Muzeum w Ein Harod, Izrael
- 1994 – VI Międzynarodowe Biennale Koronki w Brukseli
- 2001 – X Międzynarodowe Triennale Tkaniny, Centralne Muzeum Włókiennictwa w Łodzi
- 2013 – „Splendor tkaniny”, Zachęta Narodowa Galeria Sztuki w Warszawie
- 2017 – „Bunt materii”, Centralne Muzeum Włókiennictwa w Łodzi

## Wybrane nagrody i wyróżnienia
- 1972 – Druga Nagroda – Debiut Absolwentów ASP Warszawa[2]
- 1973 – Srebrny medal na wystawie „Artyści z Kręgu Cepelia”, Warszawa[2]
- 1981 – Dyplom i nagroda z okazji 30-lecia Pracowni Doświadczalnej Tkactwa Artystycznego ZPAP, Łódź[2]
- 1986 – I Nagroda na Olimpijskim Konkursie Sztuki, Muzeum Sportu i Turystyki[2].
- 1992 – I nagroda w wystawie „Warsztat Tkacki – Kowary”, BWA, Wrocław[2].
- 1993 – Stypendium The Pollock – Krasner Fundation USA[2].
- 1994 – Grand Prix Królowej Fabioli, VI Międzynarodowe Biennale Koronki, Bruksela[4].
- 2000 – wyróżnienie honorowe – Galeria Miejska Sztuki, Częstochowa[2].
- 2001 – wyróżnienie honorowe – I Ogólnopolskie Biennale, Trójmiasto[2].
- 2002 – wyróżnienie honorowe na wystawie „Tkanina inspirowana muzyką Moniuszki”[2].
- 2005 – wyróżnienie na III Biennale Malarstwa i Tkaniny Artystycznej-Trójmiasto[3].
- 2008 – nagroda za całokształt twórczości przyznana przez Starostwo Powiatowe w Piasecznie[3].
- 2010 – Dyplom uznania, za wkład w rozwój tkaniny artystycznej. 3 Międzynarodowy Festiwal Sztuki, Struktury Powiązań, Kraków[3].
- 2013 – Tytuł Zasłużonej dla Miasta Konstancina-Jeziorny[3].
- 2013 – Odznaka Honorowa “Zasłużony dla kultury polskiej” Ministerstwa Kultury i Dziedzictwa Narodowego[3].

## Prace w kolekcjach[1][2]
- Muzeum Narodowe w Warszawie
- Centralne Muzeum Włókiennictwa w Łodzi
- Muzeum Sportu i Turystyki
- Centrum Badań Kosmicznych w Warszawie
- Sejm RP
- liczne kolekcje prywatne w Polsce, Szwecji, Niemczech, Holandii, Wielkiej Brytanii i USA.